# Austin-Healey 100-6
L'Austin-Healey 100-6 est une automobile deux places de type roadster, du constructeur britannique Austin-Healey, produite entre 1956 et 1959. Elle a remplacé l'Austin-Healey 100 et elle a été remplacée par l'Austin-Healey 3000. Ces trois modèles ont formé ensemble les Big Healeys (les Grandes Healeys).
La 100-6 se distinguait de la 100 par son empattement plus de long de 50,8 mm, un moteur six cylindres en ligne plus puissant à la place du plus imposant quatre cylindres en ligne, l'ajout de deux sièges strapontins à l'arrière (rendus optionnels plus tard). En plus d'une ligne simplifiée, la voiture reçu un une nouvelle calandre, plus petite et plus large, placée plus bas, une écope d'air fut aménagée sur le capot, et le pare-brise devint fixe.
La 100-6 fut produite en deux modèles, la BN4 de 2+2 places à partir de 1956 et la BN6 2 places de 1958 à 1959.
Elle était motorisée par une version spécialement adaptée du bloc BMC C-Series issu de l'Austin Westminster et délivrant à l'origine 102 ch (76 kW). Cette dernière fut poussée en 1957 à 117 ch (87 kW) grâce à un nouveau collecteur d'admission et une nouvelle culasse. L'overdrive monté en standard a été rendu optionnel.
La ligne de montage fut transférée fin 1957 de Lonbridge à la nouvelle usine MG d'Abingdon. 14 436 exemplaires de 100-6 furent produits au total.
Lors de l'essai d'une BN6 117 ch réalisé en 1959, le magazine anglais The Motor releva les caractéristiques techniques suivantes : vitesse maximale de 167,2 km/h ; accélération de 0 à 100 km/h en 10,7 s ; consommation de 13,6 L/100 km. Le prix catalogue du véhicule (taxes comprises) était de 1 307 livres sterling.